# 陳繼疇
陳繼疇（1556年—？），字師洛，號静臺，浙江紹興府上虞縣人，民籍，明朝政治人物。

## 生平
萬曆元年（1573年）癸酉科浙江鄉試第八十五名，萬曆十一年（1583年）癸未科會試第一百七十六名，登三甲第二十八名進士。通政司觀政，本年授泉州府推官，十三年充本省乡试同考，十七年降一级，十八年改任常州府學教授，十九年丁憂，二十二年補襄陽府教授，廿三年出任泰興縣知縣。二十七年升南京大理寺右评事，二十八年升南工部主事，二十九年考察致仕。

## 家族
曾祖陳璉；祖父陳鈇；父陳旦。母褚氏。